# Bas Jan Ader
Pour les articles homonymes, voir Ader.
Bas Jan Ader, né le 19 avril 1942 à Winschoten (Pays-Bas) et disparu en mer entre le cap Cod (Massachusetts, États-Unis) et l'Irlande en 1975, est un artiste conceptuel, artiste de performance, photographe et cinéaste néerlandais.